# Німецький націоналізм в Австрії

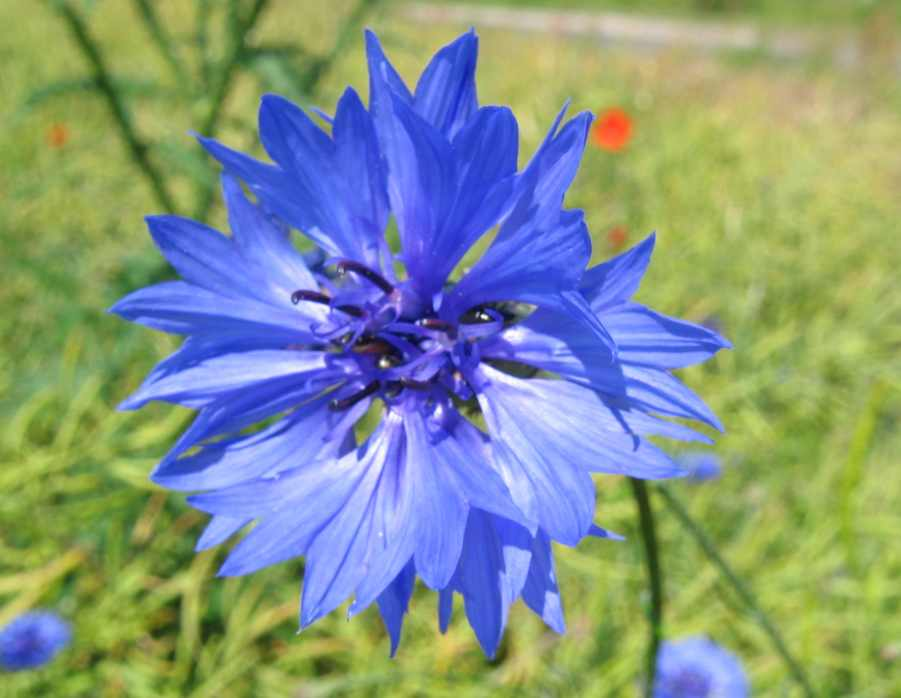
Синя волошка, символ пангерманського руху в Австрії

Німецький націоналізм в Австрії (нім. Deutschnationalismus) — це політична ідеологія та історичний напрямок в австрійській політичній думці. Дане поняття з'явилося у XIX столітті в середовищі націоналістичного руху німецькомовного населення Австро-Угорської імперії. Його прихильники пропагували зміцнення зв'язків з Німеччиною, яку розглядали як спільну національну державу для всіх етнічних німців, при цьому передбачалася можливість входження до її складу і Австрії.
Упродовж всієї історії, починаючи від Австрійської імперії до Австро-Угорщини, Першої та Другої республік, в країні існували політичні партії та ідейні групи, які висловлювали пангерманські настрої. Вони отримали назву «третій табір» австрійської політики, оскільки традиційно залишались позаду панівних католицьких консерваторів та соціалістів. В сучасному політикумі єдиною політичною силою, яка представлена в парламенті та має пангерманські погляди, є ультраправа Австрійська партія свободи. Після завершення Другої світової війни ідеї політичного союзу з Німеччиною зазнали дискредитації через їхню асоціацію з нацизмом та завдяки зростанню громадянської та загалом національної самосвідомості австрійців.

## Імперський період
Упродовж XIX століття відбулося зростанням етнічного націоналізму на теренах багатоетнічних європейських держав, зокрема Австрійської імперії. Поряд з австрійською ідентичністю, яка тільки формувалася, особливого поширення у даній країні набув німецький національний рух (нім. Deutschnationale Bewegung), прихильники якого пропагували створення Великої Німеччини. Революція 1848 року засвідчила чітке прагнення народів імперії, зокрема сербів, чехів, італійців, хорватів, словенців та поляків, до політичної, економічної й культурної рівності. На відміну від даних народів німецькомовне населення традиційно користувалося значними соціальними привілеями, які були закріплені ще за правління Марії Терезії та її сина Йосифа II. Німецька мова вважалася загальнодержавною lingua franca, мовою імперської еліти. Протистояння між численними етнічними групами та власне німецькомовним населенням справило чималий вплив на соціальний і політичний ландшафт імперії Габсбургів. Затяжна криза завершилася компромісом і створенням у 1867 році дуалістичної монархії, в якій угорське королівство отримало повну самостійність у внутрішніх справах. Такий стан речей тривав аж до розпаду Австро-Угорщини після завершення Першої світової війни.

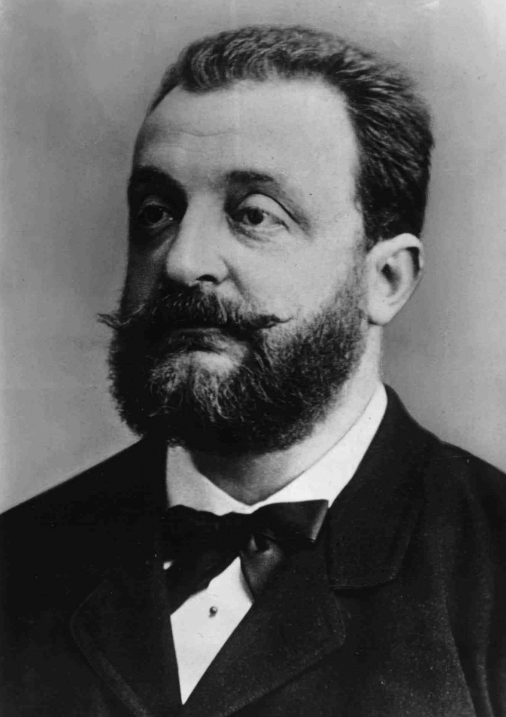
Георг фон Шоннер, радикальний пангерманіст

Поразка австрійської армії в битві під Садовою 1866 обумовила перевагу малонімецького шляху об'єднання Німеччини під егідою Прусського королівства, яке відбулося у 1871 році. Німецькі австрійці в імперії Габсбургів сприйняли, що даним кроком їх відсторонили від побудови єдиної німецької національної держави. У 1879 році спалахнув напружений конфлікт між німцями й чехами, спричинений тією обставиною, що міністр-президент Едвард Тааффе не включив представників Конституційної або німецько-ліберальної партії (нім. Deutschliberale Partei) до уряду Цислейтанії. Дана політична сила вважалася головним виразником інтересів німецькомовного середнього класу. Іншою організацією, що ставила за мету захист німецькомовних шкіл у тих регіонах імперії, де німці перебували у меншості, була «Німецька шкільна ліга», створена у 1880 році. Вона сприяла утворенню німецькомовних шкіл у тих громадах, де державне фінансування спрямовувалось на підтримку ненімецьких навчальних закладів.
Плодом зусиль представників австрійського пангерманізму стала прийнята 1 вересня 1881 року на з'їзді націоналістичних груп та інтелігенції Лінцька програма. Базовим принципом даного документу залишалася ідея єдності земель Австро-Угорської монархії, що колись входили до складу Німецького союзу. Маніфест підписали всі активні діячі руху: радикальний німецький націоналіст Георг фон Шоннер, популіст й королівський мер Відня Карл Люгер та соціал-демократ єврейського походження Віктор Адлер. Програма не отримала підтримки у політичних колах. Після опублікування Шоннером у 1885 році «Арійського параграфу» серед самих підписантів відбувся ідеологічний розкол.
Шоннер заснував «Німецько-національну асоціацію» (нім. Deutschnationaler Verein), а пізніше, в 1891 році, «Пангерманське товариство». Він вимагав приєднання всіх німецькомовних територій Австро-Угорщини до Німецької імперії під керівництвом Пруссії та відмовився від будь-якої форми австрійської паннаціональної ідентичності. Його радикальний расистський німецький націоналізм був особливо популярним серед добре освіченої інтелігенції: професорів, викладачів гімназійних шкіл та студентів. Шкільні адміністрації намагалися протидіяти цим настроям, заохочуючи громадянську гідність, а також культ особистості навколо імператора, але ці зусилля були назагал невдалими. Віденський міський голова Карл Люгер навіть намагався звільнити усіх «Шонерів» з адміністрацій міської школи, але це теж не вдалося. Націоналістичні студенти ототожнювалися з Німецькою імперією під керівництвом Пруссії, ніж з багатонаціональною подвійною монархією.
З 1880-х рр. пангерманський рух був фрагментований на кілька партій. Найбільш радикальною була Німецька робоча партія, сформована в 1903 році, яка пізніше перетворилася в австрійське крило нацистської партії. Інші пангерманські партії, які оскаржували вибори протягом першого десятиліття ХХ століття, включали Німецьку народну партію та Німецьку радикальну партію.
Розпад німецької національної асоціації та розпад Австро-Угорщини в кінці Першої світової війни призвів до повної роздробленості пангерманського руху.

## Розпуск Австро-Угорщини (1918—1919)
Після закінчення Першої світової війни, коли відбувся розпад Австро-Угорської імперії, німецькомовні частини колишньої імперії створили нову республіку під назвою Німецька Австрія. Республіка була проголошена за принципом самовизначення, який був закріплений в чотирнадцятьох точках американського президента Вудро Вільсона. 11 листопада було скликано тимчасове національне зібрання, в якому було проголошено республіку Німецька Австрія. Асамблея склала конституцію, яка заявила, що «Німецька Австрія є демократичною республікою» (стаття 1) і «Німецька Австрія є складовою Німецької Республіки» (стаття 2). Ця фраза означала створення Веймарської республіки на колишніх землях Німецької імперії і мала на меті об'єднати німецькомовних австрійців з німецькою національною державою, завершивши план Великої Німеччини. Плебісцити, що пройшли в Тіролі та Зальцбурзі, дали перевагу 98 % та 99 % відповідно на користь об'єднання з Німеччиною.
Незважаючи на це, переможці Першої світової війни, які склали Версальський договір та Сен-Жермен-ан-Лей, суворо забороняють будь-яку спробу німецькій Австрії об'єднатися з Німеччиною.

## Період Першої республіки та австрофашистського періоду (1919—1938)

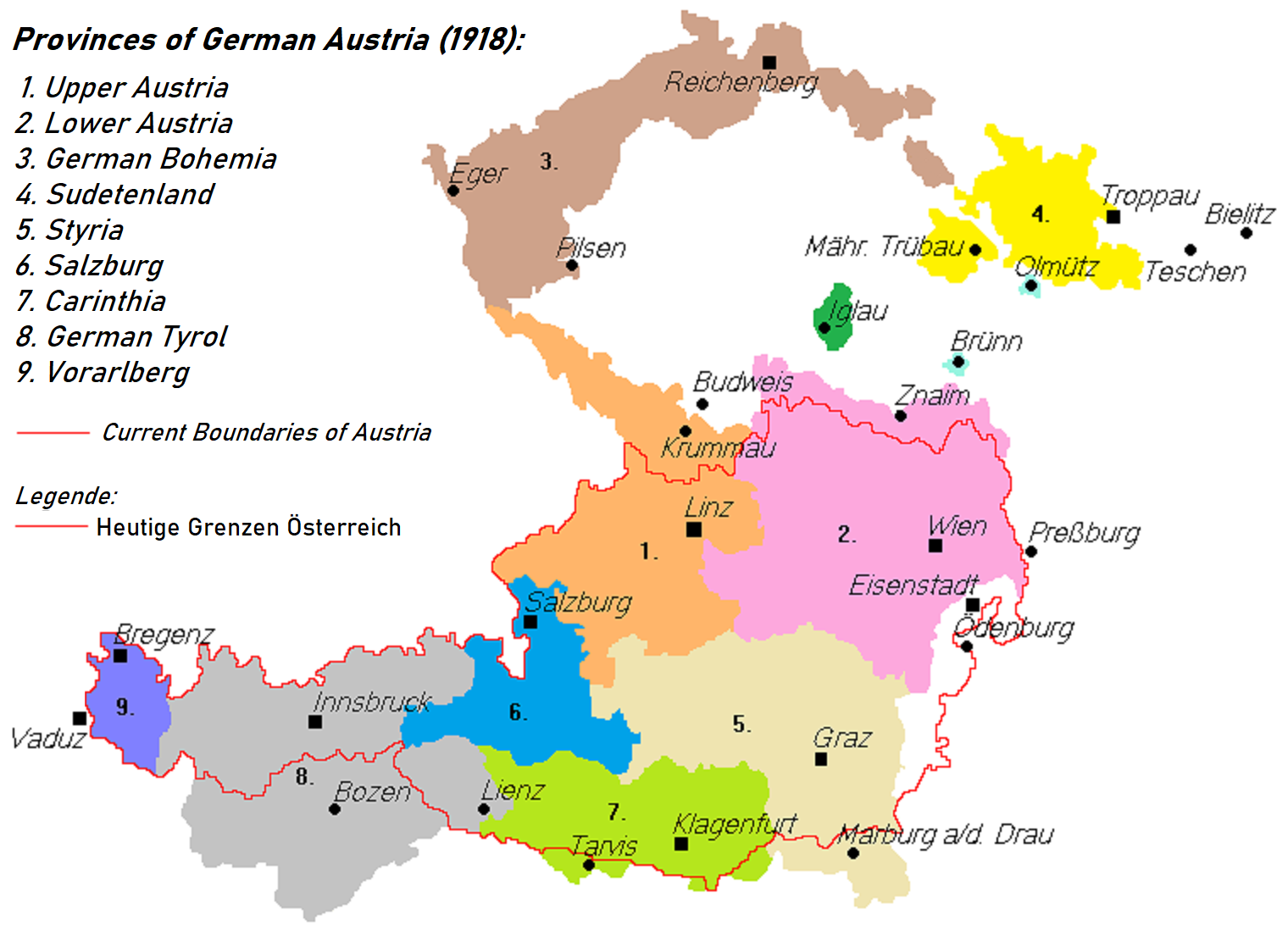
Області Німецької Австрії

Під час Першої Австрійської республіки пангерманісти представляли Велику німецьку народну партію (нім. Großdeutsche Volkspartei) та аграрну Сільську федерацію (нім. Landbund).
Хоча спочатку впливові, ці дві групи незабаром втратили більшість своїх виборців на користь християнській соціальній партії та соціал-демократичній партії. Християнські соціалісти та соціал-демократи визнали, що уніфікація між Австрією та Німеччиною заборонена Сен-Жерменським договором.
Однією з фундаментальних проблем першої республіки було те, що ті, хто підтримував концепцію демократичної республіки з наступного періоду Німецької Австрії, такі як соціал-демократи, не вважали себе «австрійцями», а замість них були німецькими націоналістами. Ті, хто підтримував австрійську національну ідентичність були консервативними і переважно недемократичними у переконанні: колишні імперські чиновники, армійські офіцери, священики, аристократи та афілійовані з християнською соціальною партією. За словами історика Алана Тейлора (нім. Alan J. P. Taylor), «демократи» не були «австрійцями», «австрійці» не були «демократами». Ці дві групи, німецькі націоналістичні демократи та австрійські націоналістичні консерватори, билися протягом першого десятиліття Першої республіки. Зрештою, австрійська націоналістична фракція повалила демократичну республіку в 1934 році і встановила режим, створений «австрофашизм» під захистом фашистської Італії.
Адольф Гітлер, диктатор нацистської Німеччини, народився в Австрії і розповсюдив радикальні німецькі націоналістичні погляди.
Ідея аншлюсу була однією з основних ідей австрійської гілки націонал-соціалістичної партії. Нацизм можна розглядати як походження від радикальних гілок пангерманського руху. У 1933 році нацисти та Велика німецька народна партія утворили спільну робочу групу і згодом злилися. Нацисти твердо боролися з австрофашистським режимом канцлера Енгельберта Доллфуса й організували його вбивство. Вони продовжували цю битву проти його наступника Курта Шушніга. Австрофашизм був рішуче підтриманий Беніто Муссоліні, лідером фашистської Італії.
Після аншлюсу Австрії Гітлер зазначив особисту примітку:
|  | Я, як фюрер та канцлер, буду щасливо ходити по рідній землі, яка є моїм домом як вільний громадянин Німеччини |

 
Гітлер відгукнувся на зарубіжну пресу стосовно Аншлюсу, кажучи: 
|  | Деякі зарубіжні газети заявили, що ми потрапили в Австрію жорстокими методами. Я можу лише сказати: навіть у смерті вони не можуть перестати брехати. Я переміг у ході своєї політичної боротьби, отримав багато любові від моїх людей, але коли я перейшов колишній кордон (до Австрії), то зустрів такий потік любові, якого я ніколи не відчував. Не як тирани, ми прийшли, а як визволителі |

Слідом за аншлюсом, історична мета німецьких націоналістів, які підтримували союз між Австрією та Німеччиною, була завершена. Після цього пангерманісти були повністю поглинуті нацистською партією.

## Під час Другої республіки (з 1945 року)
Після закінчення Другої світової війни, коли Австрія була відновлена як незалежна держава, німецький націоналістичний рух був дискредитований через свої зв'язки з колишнім нацистським режимом. Домінуючими партіями нової республіки були християнська консервативна австрійська народна партія та соціалістична партія. Обидві сприяли австрійській незалежності і вважали ідею «Великої Німеччини» анахронізмом. Усі колишні члени нацистської партії були позбавлені будь-якої політичної діяльності та були позбавлені прав.
У 1950-х і 1960-х роках німецький націоналістичний рух, представлений партією «Свобода» та його асоційованими організаціями, був дуже активним у вищих навчальних закладах, де студентське братство допомогло розповсюдити німецькі націоналістичні та ліберальні погляди. Всередині партії ліберальне крило вийшло на обхід пангерманського крила, а австрійський патріотизм поступово був включений в ідеологію партії. Під час керівництва партією Норберта Стегера протягом 1980—1986 рр. та участі Партії Свободи в коаліційному уряді з соціал-демократами пангерманська фракція була ще слабшою.
У 1987 р. лише шість відсотків австрійських громадян назвали себе «німцями».
Традиційні ідеї Великої Німеччини були замінені німецько-австрійською концепцією (тобто розглядалися лише австрійці з німецьким походженням і мова «справжніх» австрійців) [51]. Це можна підсумовувати як «об'єднання традиційного німецького націоналізму з австрійським патріотизмом».